# 立教新座中学校・高等学校
立教新座中学校・高等学校（りっきょうにいざちゅうがっこう・こうとうがっこう）は、埼玉県新座市北野に所在し、中高一貫教育を提供する私立男子中学校・高等学校。
高等学校において、中学校から入学した内部進学の生徒と高等学校から入学した外部進学の生徒との間で、混合してクラスを編成する併設混合型中高一貫校。
教派はキリスト教聖公会である。

## 概要
学校法人立教学院が設置する新制高等学校は1948年、「立教高等学校」として池袋キャンパスに設置されたが、より良い環境を求め、1960年、埼玉県新座市に移転する。
校地の取得にあたっては、新座町長並木庄兵衛（当時）による私財を投じた地主との調整や、東武鉄道による土地の買収資金の全額寄付といった、関係者による大きな支えがあったという。
1990年には立教大学新座キャンパスが開校した。
約40年間にわたり中学と高校は所在地がそれぞれ東京都と埼玉県に分かれていたが、2000年に池袋と新座のそれぞれで中高一貫教育を開始し、新座キャンパスでは「立教新座中学校」が新設、立教高等学校は「立教新座高等学校」と改称される。
所定の推薦要件を満たせば内部推薦により立教大学へ進学することが可能である。
制服はあるが、高校生は私服通学が認められている。

### 開校時間
ショートホームルーム開始8：30、完全下校　中学校18：00、高等学校18：30（原則）。

## 交通アクセス
- 東武東上線志木駅 徒歩約15分、西武バス約10分（志木駅南口3番乗り場より「清瀬駅北口行き」または「所沢駅東口行き」で「立教前」バス停下車すぐ）
- JR武蔵野線新座駅 徒歩約25分、西武バス約10分（新座駅南口1番乗り場より「北野入口経由 志木駅南口行き」で「立教前」バス停下車すぐ）

立教大学スクールバスが志木駅・新座駅〜新座キャンパス間で運行されている。朝の通学時間帯は志木からのスクールバスは運行されていない。所要時間は志木駅、新座駅ともに約10分。
2018年度より朝時間帯に大幅な増発が行われ、それに伴い新車が追加導入（いすゞ 新型エルガ LV290）された。2018年度導入車では座席モケットが立教学院オリジナル仕様となっている。

## 新座キャンパスの施設

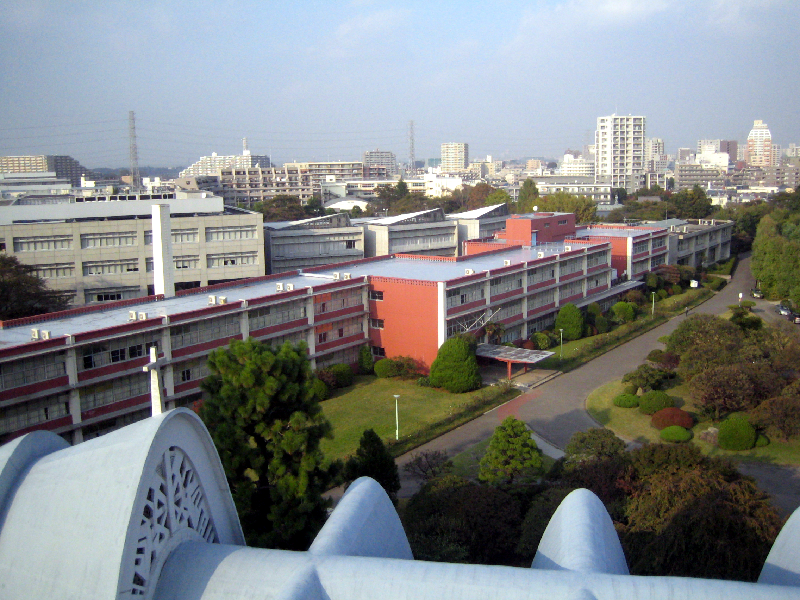
2013年頃までの校舎全景。中央の赤い建物が旧本館。本館奥の白い建物が2号館・3号館。右端の白い建物が図書館棟。

立教学院新座キャンパス内に所在し、キャンパスでは立教大学観光学部・コミュニティ福祉学部・現代心理学部・スポーツウェルネス学部が隣接している。
中学・高校だけで敷地総面積は93,608m²。
1960年の高等学校移転から、大学キャンパスの開校を通じ、キャンパス内には様々な施設がある。2000年の中高一貫化以来、キャンパス整備が進められている。
2009年の立教学院創立135周年記念「立教未来計画」の教学環境設備支援プロジェクトでは、本館の全面建て替えおよび第一・第二体育館の建て替え計画が盛り込まれていた。

### 近年の整備
- 本館
2014年3月竣工。老朽化に加え狭隘化した旧本館に代わり、少人数教育の実現・多様な授業への対応を可能にする新校舎を目指して建設された[7]。
4階建て。高等学校HR教室、選択教室、階段教室、書写・書道室、調理実習室、家庭科準備室、生徒部、事務室、教員室、学友会室、会議室、当番室、保健室、相談室等がある。

- 2号館・3号館
2002年7月竣工。清水建設施工、佐藤総合計画設計・監理。
2号館には中学校HR教室がある。
3号館は1階が生徒ホール（学食・売店）、2階がPC教室、技術室等、また本館との連絡通路がある。3階が理科フロア（実験室、階段教室、講義室、準備室）、4階が芸術系フロア（美術室、工芸室、音楽室）、セントポールズ・スタジオとなっている。

- 学友会館
2012年12月竣工。3階建て。
本館が竣工するまでは高校教室棟として使用され、「4号館」と呼ばれていた[8]。2014年7月より部室棟として使用。

### 運動施設
- セントポールズフィールド
2014年7月完成[9]。総面積約15,299m2[10]。400mのトラックを6レーン（直走路8レーン）、跳躍場、投擲場、ラグビー・アメリカンフットボール兼用のインフィールド（人工芝）を備えた陸上競技場。夜間照明もある[9]。
これにより東京六大学で唯一保有していなかった全天候型陸上競技場が新座キャンパスに設置された[9]。
日本陸上競技連盟公認4種陸上競技場にも認定されている[9]。

- サッカー場
2019年3月に全面人工芝のグラウンドに改修された。

- プレイグラウンド
2010年4月竣工。サッカー場北側にできた、人工芝のフットサルコート[11]。夜間照明もある[12]。

- 野球場

- 総合体育館
2014年1月竣工。総床面積1,509.410m²、2階建。
メインアリーナは2階にあり、バスケットコートを2面とバレーボールコート1面を取ることができる。本館、3号館との連絡通路、エレベーターあり。
1階にはサブアリーナ、柔道場、トレーニングルーム、ミーティングルーム等がある。

- セントポールズ・ジム
2010年3月竣工[13]。2階建て。
体操場、剣道場、多目的ホール、体育部部室を有する[14]。
  - かつて存在した第一体育館（体操場）・第二体育館（剣道場）に代わる新しい体育館である。

旧：第一・第二体育館
旧第一・第二体育館は木造建築であった。
解体された第一・第二体育館跡地には立教大学新座キャンパス8号館・4号館増築部（延べ床面積8,500m²、地下1階、地上5階建て。講義室・演習室、PC教室、学生ラウンジ、メディアセンター、講師控室等を配置）が2011年4月竣工した。
- セントポールズ・アクアティックセンター（室内温水プール）
2015年3月竣工。
50メートル10レーンまたは25メートル8レーン×2面として使用可能。
個人登録をすることにより個人でも使用することが可能。

- プレイコート
2010年4月竣工。かつて存在した東寮（寄宿寮）跡地にできた、人工芝のテニスコート2面[11]。夜間照明もある[16]。

### 従来施設
- チャペル〈立教学院聖パウロ礼拝堂〉 - 1963年竣工。

- 図書館棟
1982年竣工、鬼頭梓設計[17]。1階に16万1000冊以上[17]の所蔵がある閲覧室、2階には5つの特別教室や視聴覚教室等がある。
2013年1月より2014年3月までは本館校舎建て替えのため、特別教室5教室のうち2教室が高校HR教室代替施設として使用された。

- 第一学友会館
  - アントニン・レーモンドの設計により、1960年8月[18]竣工。2014年に新学友会館（4号館）が出来るまでは部室棟として使用し、その後は倉庫として使用していた。2021年8月に取り壊された。

### 付帯施設
- 立教学院太刀川記念交流会館
2007年竣工。立教学院に関わる多様な人々による多彩な交流活動を目的としたコミュニケーションセンター。

- 自然観察園（緑地地域）

2010年4月竣工。かつて存在した東寮（寄宿寮）跡地にできた。

## 編成

### 中学校
2014年度から全学年6クラス編成(A~F組)となった。2020年現在、1クラス35人程度。

### 高等学校
2011年度から全学年8クラス編成(1~8組)。中学校から入学した内部進学生と高等学校から入学した外部進学生とは、高等学校第1学年から混合してクラスを編成する。
第2学年から「他大学進学クラス」（希望制）が原則1クラス設置される。立教大学への被推薦権を放棄し、他大学の受験を希望する生徒が入る。ただし、第3学年秋の時点で立教大学への推薦要件を満たしていれば、被推薦権放棄を撤回できる。

## 教育課程

### 普通教育

#### 中学課程
中学では、英語・英会話・数学・国語において習熟度別授業を展開している。
- 英語
英語・英会話では1クラスをS・Rクラスに解体。
中学3年英語2クラスは選択で5講座から1つを受講できる。選択科目はSS・Writing・Reading・Speaking&Listening・Basicの5つ。
定期試験は英語が中間試験、期末試験、英会話・英語2（中3）は期末試験のみを行っている。

- 数学
中学1、2年生は数量（代数分野）図形（幾何分野）に分けて授業を展開。
中学3年は数学と数学演習に授業を分けて展開している。数学演習で習熟度別授業を展開している。（3クラスを同時解体 Sクラス×2  Rクラス×2 Rクラス内でも習熟度別解体を行っている）
定期試験はそれぞれ1・2学期中間試験、毎学期期末試験の年5回。

- 国語
中学1年は国語と表現書写の1教科1科目でを展開。表現書写では、クラスを2つに解体。
中学2年からは国語αとβの2科目で授業を展開している。
中学3年の国語α・βでは3クラスを同時解体し、一般クラス（1クラス約30名×3）と基礎練成クラス（約15名×1）に分け授業を行っている。
定期試験は中1の国語と中2・中3の国語α、βで行われており、国語と国語αは1・2学期中間試験、毎学期期末試験の年5回。国語βは毎学期期末試験のみで年3回。

- 理科
中学1・2・3年ともに理科Ⅰ（生物・物理分野）と理科Ⅱ（化学・地学分野）に分けて授業を行っている。[22]定期試験は理科1教科の中で理科Ⅰ・理科Ⅱを解く。それぞれ50点満点。
定期試験は1・2学期中間試験、毎学期期末試験の年5回。

- 社会
中学1年は地理分野、中学2年は歴史分野、中学3年は公民分野の授業を行っている。
授業において以前までは年間で約6回小テストを行っていた。しかし2017年より中1〜中3共通で定期試験は1・2学期中間試験、毎学期期末試験を年5回。

- 体育
1・2学期は学年によって異なるが、テニス・サッカー・ソフトボール・バスケットボール、陸上、水泳などを行う。3学期は全学年持久走、シャトルランなどを行っている。

- 美術
全学年週1時間設定されている。

- 音楽
中学1年は週2時間、2・3年生は週1時間設定されている。
定期試験は1・2学期期末試験で年2回の年が多い。

- 技術・家庭
中学1年は技術分野、2年は家庭分野、3年はパソコンを使った授業 (Office) を行っている。3年の最後には集大成としてPowerPointを使用した発表を行う。
定期試験は1・2学期期末試験で年2回の年が多い。

#### 高校課程
高校では、第1学年から国語総合（現代文・古典）、英語で習熟度別授業を展開している。
埼玉県で唯一、3年間で地学を除く理系の科目をすべて履修することができる。
立教学院の一貫連携教育の一環として、立教大学特別聴講生制度がある。
- 自由選択科目（高3）
毎年70～80に及ぶ講座が開講されている。生徒各自の興味・関心、進路に応じて選択する。

### キリスト教教育
週1回、学年礼拝・ホームルームの時間がある。学年礼拝は中学1年が水曜の1限、中学2年が水曜8:05〜8:25、中3が木曜8:05〜8:25。
教科道徳に代わる宗教として、中学2年から週1時間設定されている。定期試験は毎学期期末試験の年3回。

## 活動
同校では、学校行事、課外活動（委員会活動・クラブ活動）を包括して中学校は「生徒会」、高等学校は「学友会」と呼ぶ。

## 学校行事

### S.P.F.（文化祭）
正式名称は「St. Paul's Festival〈セントポールズフェスティバル〉」。毎年10月下旬に行われる。S.P.F.実行委員会による実施運営の下、デッキパフォーマンスや展示発表、喫茶店等が出展される。
中学生は全員参加。2015年度より1日目の午前に中学音楽祭が行われることになった。1〜2年生はクラス展示、3年生は校外研修旅行のコース別展示となっている。またクラブ活動の参加も盛んでクワイヤー（聖歌隊）や吹奏楽部コンサートなども行われる。
高校生は有志参加。文化部（鉄道研究会、地歴部など）などが中高合同で展示する場合も高校生展示となる。また喫茶店団体は高校生のみに認められる。
このほか本部企画がある。中学校と高校でそれぞれ行われるほか、2006年から中高合同の本部企画も企画されるようになった。
2020年度からは、新型コロナウイルスの影響で、名称を「S.P.O.F.《セントポールズオンラインフェスティバル》」とし、オンラインでの発表会が開催されている。

### マラソン大会
毎年2月中旬に実施される。中学1〜2年生は5km、中学3年・高校1〜2年生は10km走る。2009年より現地集合・解散による荒川河川敷での実施。
行事の変遷は「柔道駅伝大会」→「マラソン大会」：校内および学校周辺での実施→学校集合後貸切バスで国営武蔵丘陵森林公園へ移動しての実施（〜2008年）。コースは一周5kmであることが多く、10km走る学年は2周する。そのため5kmの学年より開始時間が早めに設定される。

### クリスマス行事
中高・大学（立教大学新座キャンパス）合同の行事。中高および大学クリスマス実行委員会の協同により、各種イベントが実施運営される。中学生徒会・高校学友会では、イルミネーション点灯式を例年主催している。

### 中学校の行事
- 運動会
9月中旬に実施され、中学校保護者のみ公開。スポーツ関係実行委員会が実施運営。
- スポーツ大会
7月中旬（1学期期末試験終了後）、12月中旬（2学期期末試験終了後）の2回実施される、学年別クラス対抗の球技大会（3学年同一日程）。スポーツ関係実行委員会が実施運営。学年により競技種目が異なる。種目はサッカー、ソフトボール、卓球、バレーボール、ドッジボールなどがある。種目によっては一クラスでA、Bと二チーム設けるものもある。

### 高等学校の行事
- 体育祭
7月中旬（1学期期末試験終了後）に実施される、学年別クラス対抗の球技大会。中学校のスポーツ大会と違い、学年ごとに日取りを変えて行う。体育祭実行委員会が実施運営。
生徒提案のもと一度廃止されたが、中学校併設後復活。2007年には高等学校学友会中央執行委員会・体育祭実行委員会の共同提案により、午後の部（クラス対抗綱引き、リレーほか）が試験導入された。

## 委員会活動
特別に表記が無い限り、中学校・高等学校双方設置。ただし、中高合同で活動している団体は少なく、関係が希薄な団体もある。
- 中央執行委員会
- 学級委員会
- 生活委員会
- 広報委員会
- 図書委員会
- S.P.F.実行委員会
- （中学校）スポーツ関係実行委員会／（高等学校）体育祭実行委員会
- クリスマス実行委員会
- （中学校）クラブ委員会／（高等学校）文化部委員会・体育部委員会

## クラブ活動
現在設置されているクラブは下記表通り（活動休止中のものを除く）。なお、中学校・高等学校双方設置の場合でも、中高合同で活動しているとは限らない。なお、中学校のチャペルギルドは、高等学校のアコライトギルド、またはクワイヤーと合同で活動している。
| 体育部 |                        | アメリカンフットボール部、空手道部、ゴルフ部、山岳部、スキー部、ボート部、馬術部                      | サイクル部、サッカー部、柔道部、水泳部、体操部、卓球部、バレーボール部、テニス部、バスケットボール部、フェンシング部、野球部、ラグビー部、陸上競技部、剣道部、ソフトテニス部 |
| 文化部 | チャペルギルド、理科部 | アコライトギルド、化学部、生物部、音楽部、演劇部、観測部、クワイヤー/オルガニストギルド、ジャズ研究会 | 英語部、写真部、地歴部、美術部、文芸部、映画研究会、鉄道研究会、落語研究会、吹奏楽部                                                                                         |

## 国際交流

### 海外研修旅行
いくつかのプログラムがある。いずれも任意参加であり、参加費は自己負担である。
- アメリカサマーキャンプ

中3対象。立教池袋中との合同実施。合同実施だが、利用する飛行機や宿泊するホテルが異なる。
- 英国サマースクール

高校生対象。7月終盤〜8月中旬に行われている。
- オーストラリア短期留学ホームステイプログラム

高2・高3対象。毎年7月下旬〜8月上旬の3週間程度、現地世帯にホームステイしながら私立中高一貫共学校「アクアイナスナス・カレッジ」（オーストラリア連邦クイーンズランド州ゴールドコースト）に通学する。

### 留学生派遣
高1対象。選考試験により1名選抜し、私立小中高一貫校「ブライトン・グラマースクール」に1年間派遣する。学内の留学取り決めに基づき、派遣校での成績を同校の成績に置き換えることができる。

### 留学生受入
前述の「アクアイナス・カレッジ」および「ブライトン・グラマースクール」より、毎年留学生を受け入れている。

## 沿革
立教高等学校 池袋時代
- 1948年 - 立教高等学校として東京都豊島区西池袋に開校。
- 1955年 - 第27回選抜高等学校野球大会に出場。

立教高等学校 新座時代
- 1960年 - 埼玉県新座市に移転。（旧）本館竣工。（旧）本館・チャペルはアントニン・レーモンドの設計。
- 1963年 - チャペル〈立教学院聖パウロ礼拝堂〉竣工。
- 1964年 - 海外研修旅行がスタート。
- 1969年 - 欧州研修旅行（現：英国サマースクール）がスタート。
- 1970年 - 選択科目制度開始。
- 1974年 - 総合体育館竣工。
- 1980年 - 英語グレード別授業開始。
- 1982年 - 図書館棟竣工（設計・鬼頭梓）。
- 1985年 - 第67回全国高等学校野球選手権大会に出場。埼玉県では初めての私立高校による夏の甲子園出場であった。
- 1990年 - オーストラリア短期留学ホームステイプログラムがスタート。
- 1995年 - 他大学進学クラス設置。

立教新座中学校・高等学校時代
- 2000年 - 立教新座高等学校へ改称、立教新座中学校を併設。
- 2002年 - 2号館・3号館竣工。
- 2003年 - 立教新座中学校第一期生を送り出す。
- 2010年 - セントポールズ・ジム、プレイグラウンド、プレイコート、緑地竣工。同年8月より渡辺憲司・立教大学名誉教授が校長に就任[25]。
- 2013年 -　4号館竣工（中学テニス・野球・サッカー部室棟跡地。2013年1月より高校一部学級HR教室、2014年7月より第一学友会館・第二学友会館に代わる新しい学友会館（部室棟）として使用。）。（旧）本館B棟を残しA棟解体。第二学友会館解体。
- 2014年
  - 体育館竣工（総合体育館跡地）、授業、部活動で使用。
  - （新）本館竣工。事務室、教員室、高校1〜3年HR教室などがあり、2014年4月より使用。（旧）本館B棟解体、跡地に芝生整備。
  - セントポールズフィールド竣工、アメリカンフットボール・ラグビーフィールドの芝生化、陸上トラックの整備、立教大学体育会陸上競技部も使用。

## 著名な出身者

### 政治・経済・法曹
- 宇野治 - 元衆議院議員（自由民主党）
- 小川敏夫 - 参議院議員（立憲民主党）
- 木澤克之 - 最高裁判所裁判官、弁護士、立教大学特任教授
- 久保田隆 - 浮月楼代表取締役会長、JAZZ CLUB LIFETIME代表
- 田中甲 - 千葉県市川市長
- 田中良生 - 衆議院議員（自由民主党）
- 小野塚勝俊 - 埼玉県所沢市長、元衆議院議員（民主党）
- 高野之夫 - 東京都豊島区長
- 高野律雄 - 東京都府中市長
- 大塚裕司 - 大塚商会社長、日本コンピュータシステム販売店協会名誉会長、日本の富豪ランキング16位
- 小川嶺 - Timee創業者
- 和田成史 - オービックビジネスコンサルタント創業者、元コンピュータソフトウェア協会会長、日本の富豪ランキング26位
- 佐藤孝吉 - 日本テレビ放送網顧問、テレビプロデューサー
- 二木正人 - 二木ゴルフ社長
- 高麗邦彦 - 千葉家庭裁判所長、広島高等裁判所部総括判事、東京家庭裁判所部総括判事

### 文学・芸術
- 落合正勝[26]（中退）- 服飾評論家
- 大川貴史 - TOKYO MXプロデューサー
- 加藤淳 - デザインプランナー
- 杉本博司 - 写真家
- 谷澤伸幸 - 映画プロデューサー、作家
- てり - ライトノベル作家
- 永倉万治 - 作家
- 西岸良平 - 漫画家
- 広井王子 - ゲームデザイナー、金沢工業大学客員教授
- 藤井健太郎 - TBSプロデューサー、ディレクター
- 山浦雅大 - 脚本家

### スポーツ
- 本田明彦 - プロボクシング帝拳ジム会長
- 高林恒夫 - 元プロ野球選手（読売ジャイアンツ-国鉄スワローズ）
- 舘信秀 - 元レーシングドライバー、トムス会長
- 岡持和彦 - 元プロ野球選手（日本ハムファイターズ）
- 長嶋一茂 - 元プロ野球選手（立大野球部 - ヤクルトスワローズ - 読売ジャイアンツ）、野球解説者
- 矢作公一 - 元プロ野球選手（立大野球部 - 日本ハムファイターズ）
- 広池浩司 - 元プロ野球選手（立大野球部 - 全日空 - 広島東洋カープ投手）
- 戸村健次 - 元プロ野球選手（立大野球部 - 元東北楽天ゴールデンイーグルス投手）
- 黒須陽一郎 - 元立大野球部選手
- 高林孝行 - 元社会人野球選手（アトランタ五輪代表、元野球部監督）
- 齋藤章児 - 元東農大第二高校監督、元立大野球部監督
- 小野竜智 - バスケットボール選手（日立サンロッカーズ）

### 芸能人
- 四代目桂三木助
- 八代目大谷友右衛門
- 五代目中村雀右衛門
- 関口宏
- 細野晴臣
- 高橋幸宏
- 佐野元春
- 高木英一 - ベーシスト
- 土橋安騎夫 - ミュージシャン（元レベッカキーボード）
- 橘高文彦 - ギタリスト
- 下野ヒトシ - ベーシスト
- 小林俊太郎 - キーボーディスト
- 関口知宏
- 林隆三（中退）
- ルー大柴
- 稲葉健 - タレント
- 押阪雅彦
- 神田穣
- 草場有輝
- 匠
- きじまりゅうた - 料理研究家
- 山口太郎
- 猟平 - 作曲家
- 小袋成彬 - 日本の作詞家、作曲家、歌手、音楽プロデューサー、ミュージック・ビデオ監督

### アナウンサー
- みのもんた
- 古舘伊知郎
- 高柳謙一
- 川端健嗣 - フジテレビアナウンサー
- 寺崎貴司 - テレビ朝日アナウンサー
- 佐々木淳吾 - 東北放送アナウンサー
- 佐々木亮太 - テレビ朝日アナウンサー
- 鈴木順 - TBSアナウンサー
- 中山準之助 - NHKアナウンサー
- 深井瞬 - テレビ新広島アナウンサー
- 舩山陽司 - 日経ラジオ社アナウンサー
- 蓮見直樹 - テレビ静岡アナウンサー

### その他
- 細谷雄一 - 国際政治学者、慶應義塾大学法学部教授
- 君塚直隆 - 歴史学者、関東学院大学国際文化学部教授
- 石井洋介 - 医師

## 系列校・系属校
- 立教大学
- 立教池袋中学校・高等学校
- 立教小学校
- 学校法人立教女学院
- 立教英国学院